# Sarthusia caudatus
Sarthusia caudatus är en fjärilsart som beskrevs av Otto Staudinger 1901. Sarthusia caudatus ingår i släktet Sarthusia och familjen juvelvingar. Inga underarter finns listade.